# 389
El 389 (CCCLXXXIX) fou un any comú començat en dilluns del calendari julià.

## Esdeveniments
- Destrucció de tots els edificis pagans d'Alexandria (incloent-hi la biblioteca d'Alexandria[1]) per ordre de l'emperador Teodosi I.